# Фома
Фома́ — мужское русское личное имя, заимствованное из греческого (греч. Θωμάς).
Имя восходит к арамейскому «томо» (תאומא) — «близнец».
В христианском именослове имя Фома соотносится прежде всего с апостолом Фомой, который проповедовал евангелие в Парфии, Индии и Персии. Помимо него, из раннехристианских святых в святцах упоминается святитель Фома, Патриарх Константинопольский, и несколько святых, агиографических сведений о которых не сохранилось, кроме даты поминовения.
Именины: 3 апреля, 7 мая, 13 июля, 20 июля, 19 октября, 23 декабря.
В русском языке известно отыменное слово «фо́мка» — небольшой ломик (небольшой одноручный лом); первоначально — ручной инструмент столяра, позднее взломщика.